# Happy Endings – Fuss el véle!
A Happy Endings – Fuss el véle! (eredeti cím: Happy Endings) amerikai vígjátéksorozat (sitcom), amelyet David Caspe készített az ABC számára. A műsor hat barát őrült kalandjairól szól. A sztori eredetileg azzal indult, hogy a csoportot nagyon megviselte egyikőjük elválása. Nem jutottak dűlőre, hogy barátok maradjanak-e vagy szétváljanak útjaik. Végül úgy döntöttek, hogy barátok maradnak. A sorozat stílusa később hasonlított a Jóbarátok vagy az Így jártam anyátokkal című klasszikus sitcomok stílusára. 
A Happy Endings Amerikában 2011. április 13-tól 2013. május 3-ig ment. 3 évadot élt meg 57 epizóddal. Magyarországon a Comedy Central mutatta be 2012. október 31-én. Az USA-ban az ABC (American Broadcasting Company) vetítette. 22 vagy 25 perces egy epizód. Díjakat is nyert. 
Később egy spin-off is készült, Marry Me címmel, utána pedig egy internet-sorozat készült, amely az eredeti műsor után játszódik.

## Epizódok
| Évad | Évad | Epizódok | Eredeti sugárzás     | Eredeti sugárzás    | Eredeti adó | Magyar sugárzás   | Magyar sugárzás    | Magyar adó     |
| Évad | Évad | Epizódok | Évadpremier          | Évadfinálé          | Eredeti adó | Évadpremier       | Évadfinálé         | Magyar adó     |
| ---- | ---- | -------- | -------------------- | ------------------- | ----------- | ----------------- | ------------------ | -------------- |
|      | 1    | 13       | 2011. április 13.    | 2011. augusztus 24. | ABC         | 2012. október 31. | 2012. december 12. | Comedy Central |
|      | 2    | 21       | 2011. szeptember 28. | 2012. április 4.    | ABC         | 2013. április 3.  | 2013. június 5.    | Comedy Central |
|      | 3    | 23       | 2012. október 23.    | 2013. május 3.      | ABC         | 2014. május 21.   | 2014. augusztus 6. | Comedy Central |